# 亚历山德里亚 (南达科他州)
亚历山德里亚（英語：Alexandria），是美国南达科他州下属的一座城市。根据2010年美国人口普查，该市有人口625人。论人口在本州排行第100。